# Climaciella porosa
Climaciella porosa is een insect uit de familie van de Mantispidae, die tot de orde netvleugeligen (Neuroptera) behoort. 
Climaciella porosa is voor het eerst wetenschappelijk beschreven door Hoffman in Penny in 2002.